# Energía nuclear en Argentina

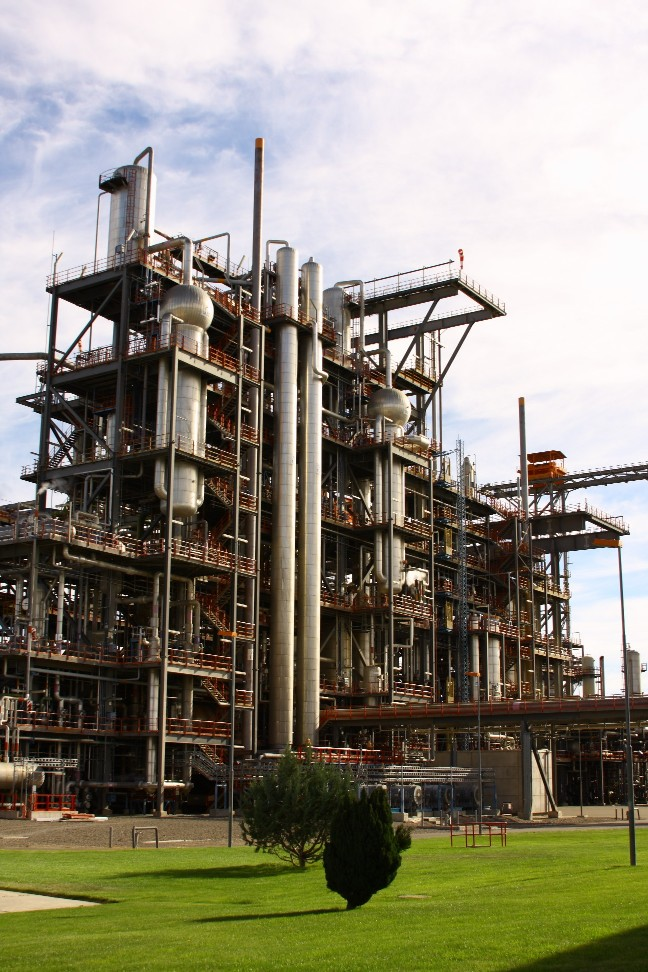
Fábrica industrial de agua pesada de la empresa ENSI ubicada en la provincia de Neuquén.

En Argentina aproximadamente el 10% de la electricidad proviene de 3 reactores nucleares operacionales: La Central Nuclear Embalse (que utiliza un Reactor CANDU), y el Complejo Atucha, el cual cuenta con 2 reactores MZFR operacionales; esta última planta utiliza dos reactores de agua pesada presurizada (PHWR) de diseño alemán, Atucha 1 entró en servicio en el año 1974. En 2001, Atucha 1 fue modificada para quemar uranio enriquecido ligeramente, con lo que se convirtió en el primer reactor PHWR en todo el mundo en quemar ese combustible. Por su parte, Atucha 2 empezó a producir energía el 3 de junio de 2014. Se han anunciado planes para Atucha III, un tercer reactor en el complejo Atucha.
En diciembre de 2015 se inauguró una planta de enriquecimiento de uranio nueva localizada en Pilcaniyeu (Río Negro) para fabricar combustible para las plantas nucleares de Argentina. La planta utilizará difusión gaseosa y láser.
Argentina también tiene varios reactores de investigación, y exporta tecnología nuclear. Las empresas Nucleoeléctrica de Argentina y Atomic Energy of Canada Limited están negociando sobre los contratos y modelos de entrega del proyecto para un nuevo 740 MWe CANDU planta de poder nuclear.
En julio de 2014, el presidente ruso Vladímir Putin firmó un acuerdo de cooperación de energía nuclear con la presidenta argentina Cristina Fernández Kirchner, durante una visita al país.
En febrero de 2015, Cristina Kirchner y el presidente chino Xi Jinping firmaron un acuerdo de cooperación, y la complexión de un construir un reactor Hualong.
China y Argentina han acordado un contrato para construir un reactor derivado CANDU 6 de 700 MWe. Su construcción estuvo planeada para empezar en 2018 en Atucha, pero se suspendió por el gobierno de Mauricio Macri debido a asuntos financieros. La construcción del edificio para el reactor Hualong de 1200 MWe estaba planeada para empezar en 2020.

## Reactores

### Comercial
| Nombre  | UnitNo. | Reactor | Reactor     | Estado          | Capacidad neta (MW) | Inicio de construcción | Operación comercial | Clausura |
| Nombre  | UnitNo. | Tipo    | Modelo      | Estado          | Capacidad neta (MW) | Inicio de construcción | Operación comercial | Clausura |
| ------- | ------- | ------- | ----------- | --------------- | ------------------- | ---------------------- | ------------------- | -------- |
| Atucha  | 1       | PHWR    | Siemens-KWU | Operativo       | 335                 | 14 de julio de 1981    | 27 de junio de 2014 |          |
| Atucha  | 2       | PHWR    | Siemens-KWU | Operativo       | 692                 | 1 de abril de 1974     | 20 de enero de 1984 |          |
| Atucha  | 3       | PWR     | Hualong-1   | Planeado        | (1200)              |                        |                     | (2049)   |
| Embalse | 1       | PHWR    | CANDU-6     | Operativo       | 600                 | 8 de febrero de 2014   |                     |          |
| CAREM   | 1       | PWR     | CAREM25     | en construcción | 25                  |                        |                     |          |

### Reactores de investigación
| Nombre            | Reactor                  | Estado            | Capacidad en kWt | Fecha de inicio de la construcción | Fecha de operación       | Clausura        | Operador y dueño                     |
| ----------------- | ------------------------ | ----------------- | ---------------- | ---------------------------------- | ------------------------ | --------------- | ------------------------------------ |
| RA-0              | Tipo de tanque           | Operativo         | 0.001            |                                    | 1959                     |                 | Universidad Nacional de Córdoba      |
| RA-1 Enrico Fermi | Tipo de tanque           | Operativo         | 40               | Mayo 1957                          | 17 de enero de 1958      |                 | Comisión de Energía Atómica nacional |
| RA-2              | Tipo de asamblea crítica | Clausurado        | 0.03             |                                    | 19 de julio de 1966      | Septiembre 1983 | Comisión de Energía Atómica nacional |
| RA-3              | Tipo de piscina          | Operativo         | 10,000           |                                    | 20 de diciembre de 1967  |                 | Comisión de Energía Atómica nacional |
| RA-4              | HOMOG Tipo               | Operativo         | 0.001            |                                    | Septiembre 1971          |                 | Universidad Nacional de Rosario      |
| RA-6              | Tipo de piscina          | Operativo         | 3,000            | 1 de septiembre de 1978            | 23 de septiembre de 1982 |                 | Comisión de Energía Atómica nacional |
| RA-8              | Tipo de asamblea crítica | Clausurado        | 0.1              | 16 de junio de 1997                | 2001                     |                 | Comisión de Energía Atómica nacional |
| RA-10             | Reactor multipropósito   | Bajo construcción | 30,000           | Marzo de 2016                      |                          |                 | Comisión de Energía Atómica nacional |

## Legislación
Las provincias que han prohibido la construcción de plantas de poder nuclear o legislado regulaciones son:

### Chaco
- Ley provincial, N.º 3902
  - Artículo 1: Declarar el territorio de la Provincia de Chaco como zona no nuclear.

### Corrientes
- Ley provincial, N.º 4207
  - Artículo 1: Se prohíbe en el territorio de la Provincia de Corrientes la instalación de plantas nucleares.

### Entre Ríos
- Ley provincial, N.º 8785
  - Artículo 3: Está prohibida la instalación de plantas de poder nuclear

### La Pampa
- Constitución provincial
  - Artículo 18: Se declara a La Pampa zona no nuclear, con el alcance que una ley especial determine en orden a preservar el ambiente. Todo daño que se provoque al ambiente generará responsabilidad conforme a las regulaciones legales vigentes o que se dicten. [18]

### Río Negro
- Ley provincial, N.º 5227
  - Artículo 1: Está prohibido en el territorio de la Provincia de Río Negro la instalación de plantas de generación de poder nucleares.

### San Luis
- Ley provincial, N.º 5567
  - Artículo 1: Declarar el territorio de la Provincia de San Luis un zona no nuclear.

### Santa Fe
- Ley provincial, N.º 10753
  - Artículo 1: Está prohibido en la Provincia de Santa Fe, la instalación de plantas y/o depósitos nucleares permanentes.
  - Artículo 3: Declarar la Provincia de Santa Fe un zona no nuclear.

### Tierra del Fuego
- Constitución provincial
  - Artículo 56: Queda prohibido en la Provincia: 1 - La realización de ensayos o experiencias nucleares de cualquier índole con fines bélicos.  2 - La generación de energía a partir de fuentes nucleares.  3 - La introducción y depósito de residuos nucleares, químicos, biológicos o de cualquier otra índole o naturaleza comprobadamente tóxicos, peligrosos o susceptibles de serlo en el futuro. [19]

### Tucumán
- Ley provincial, N.º 6253
  - Artículo 47:  Está prohibido en la provincia: b) Generar energía de fuentes nucleares hasta que la comunidad científica internacional descubra un tratamiento apropiado para los residuos nucleares.